# Тит Тутилий Луперк Понтиан
Тит Тути́лий Лупе́рк Понтиа́н (лат. Titus Tutilius Lupercus Pontianus; умер после 150/151 года) — древнеримский политический деятель из неименитого плебейского рода Тутилиев, ординарный консул 135 года.

## Биография
Известно, что Понтиан происходил из италийской семьи (возможно, из Пизавра), а его родиной была провинция Бетика. Судя по имени будущего консула, по рождению он принадлежал к знатному плебейскому роду Понтиев, но в неустановленное время его усыновил некто Тит Тутилий Луперк.
В 135 году Понтиан занимал должность ординарного консула совместно с Публием Кальпурнием Ацилианом Аттиком Руфом. Однако, дальнейшая его судьба не известна.
Предположительно, внуком Понтиана мог являться консул-суффект 183 года Луций Тутилий Понтиан Гентиан.

## Примечание
1. ↑  Corpus Inscriptionum Latinarum 11, 6394.